# Kubanische Verfassung von 1976
Die Kubanische Verfassung von 1976 ist die aktuell gültige Verfassung der Republik Kuba und damit die rechtliche und politische Grundordnung des Staates. Sie definiert Kuba als sozialistischen Staat der Arbeiter und Bauern und beruft sich auf Marx, Engels und Lenin sowie José Martí als ideologische Leitfiguren, folgt tatsächlich jedoch eng der von Stalin entwickelten Struktur der am Kommunismus ausgerichteten Ein-Parteien-Herrschaft, wie sie nach dem Modell der Sowjetunion auch in den übrigen realsozialistischen Staaten verfassungsmäßig abgesichert war. So definiert die kubanische Verfassung die Kommunistische Partei Kubas als „höchste führende Kraft der Gesellschaft und des Staates“ (Artikel 5) und beschwörte bis 1992 die „brüderliche Freundschaft und Zusammenarbeit mit der Sowjetunion und anderen sozialistischen Staaten“ (Präambel) – ähnliche Formulierungen enthielt beispielsweise die Verfassung der DDR von 1968. Die kubanische Verfassung ist die erste der westlichen Hemisphäre, die sich explizit auf den Sozialismus als politische Ideologie beruft.
In den Jahren 2018 und 2019 wurde die Verfassung grundlegend überarbeitet. So wurde erstmals seit der Revolution bestimmte Formen des Privateigentums anerkannt und die Unschuldsvermutung in das Rechtssystem eingeführt. Die Befugnisse des Staatspräsidenten wurden begrenzt und auf das wiedereingeführte Amt eines Regierungschefs übertragen. Ferner wurde der Klimawandel als Herausforderung erkannt. Ursprünglich sollten gleichgeschlechtliche Ehen in der Verfassung festgelegt werden, was jedoch zunächst nicht verwirklicht wurde. Die Verfassung von 2019 lässt jedoch die Möglichkeit für eine künftige Anerkennung.

## Entstehungsgeschichte

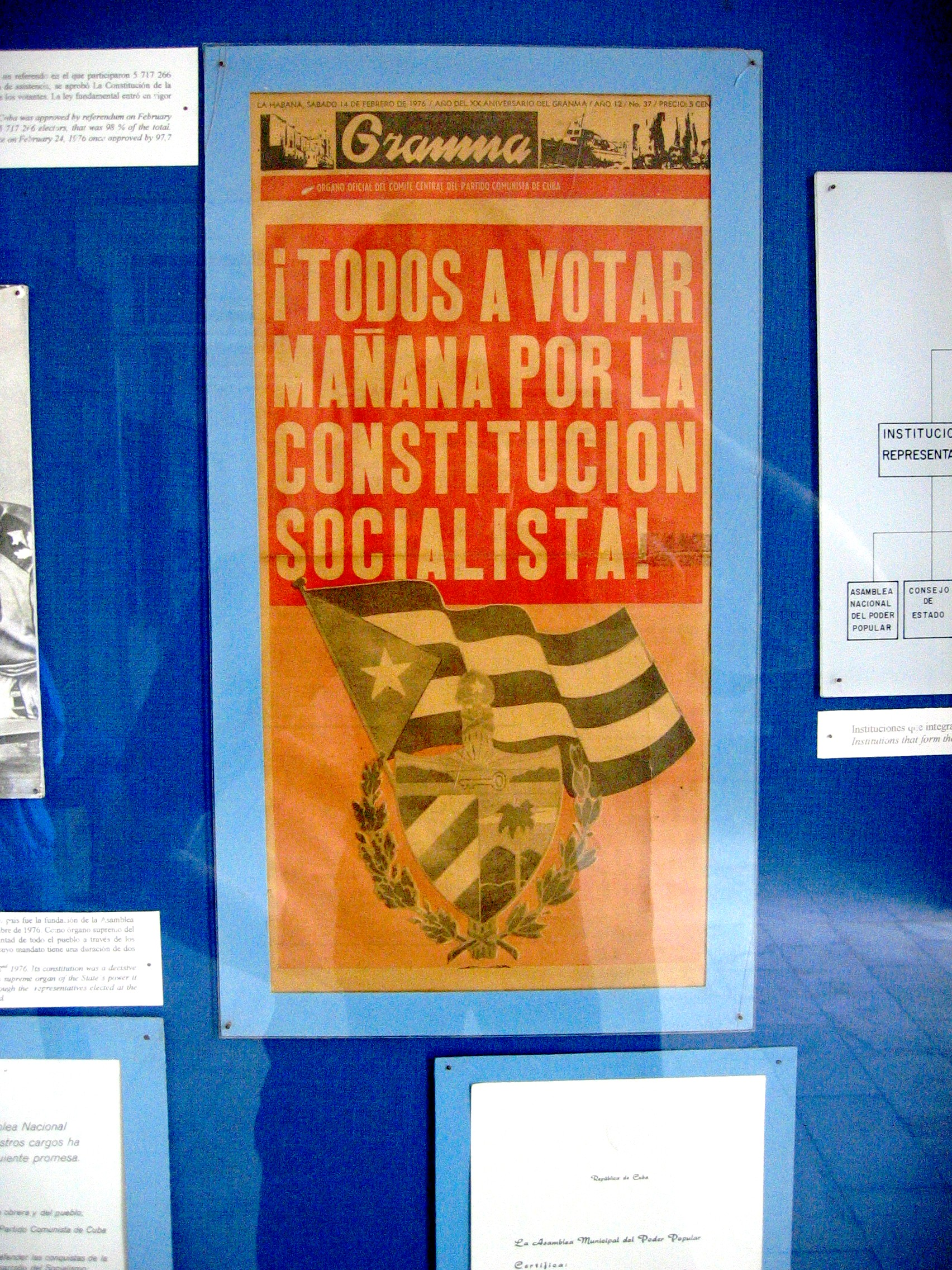
Plakat zur Volksabstimmung über die Verfassung, 1976 (Revolutionsmuseum, Havanna).

Seit Februar 1959 galt das ohne demokratische Legitimierung durch die Revolutionsregierung erlassene Grundgesetz („Ley Fundamental“) als Übergangsverfassung. Fidel Castro hatte damit bereits kurz nach seinem Sieg sein überaus populäres und seit 1953 mehrfach wiederholtes Versprechen gebrochen, die zuvor gültige und durch den Militärputsch Fulgencio Batistas 1952 teilweise außer Kraft gesetzte Verfassung von 1940 mit all ihren verfassungsmäßigen Garantien wieder einzusetzen.
Die kubanische Verfassung wurde im Jahr 1975 erstellt und öffentlich zur Diskussion gestellt, bei der sich mehr als sechs Millionen Menschen beteiligten und Änderungsvorschläge zu mehr als 60 Artikeln machten, wobei allein die Regierung Entscheidungsbefugnis über die Einarbeitung der Vorschläge in den Entwurf hatte. Vorschläge außerhalb des von der Staatsführung unter Fidel Castro vorgegebenen Rahmens waren nicht möglich, ebenso wenig hatte die Bevölkerung freien Zugang zu politischen Informationen, die nicht unmittelbar von der Regierung kontrolliert wurden.
Am 15. Februar 1976 fand ein Referendum statt, bei dem 97,7 Prozent der Wähler für die Verfassung stimmten. Die Verfassung trat am 24. Februar 1976 in Kraft.

## Inhalt
Die Verfassung besteht in ihrer Form von 1976 aus 12 Kapiteln und 141 Artikeln. Sie beinhaltet Prinzipien wie die Volkssouveränität und definiert den Sozialismus bzw. Kommunismus als Endziel der kubanischen Gesellschaft. Die Verfassung legt fest, dass alle Bürger gleiche Rechte und Pflichten genießen und verbietet die Diskriminierung nach Hautfarbe, Religionszugehörigkeit oder Geschlecht. Außerdem garantiert die Verfassung das Recht auf Arbeit, Schutz bei Krankheit und Invalidität, Erholung, Bildung, Sport und Kultur und die Freiheit der Religionsausübung.
Die Verfassung beinhaltet zudem das Recht, Beschwerden oder Anträge bei Behörden einzureichen und garantiert eine angemessene Antwortzeit. Die Verfassung regelt auch das politische System Kubas, wie die Wählbarkeit der staatlichen Organe und deren Rechenschaftspflicht nach den Prinzipien des demokratischen Zentralismus.
Auch die Verhinderung wirtschaftlicher Privilegierung durch die Abgeordneten der Nationalversammlung wird durch die Verfassung geregelt, die eine Lohnfortzahlung ihrer letzten Arbeitsstelle für die Dauer ihrer Abgeordnetentätigkeit vorschreibt.

## Änderungen 1992 und 2002
Seit 1992 besteht die Verfassung aus 15 Kapiteln und 137 Artikeln. Wesentliche Veränderungen waren die Aufwertung der Religionsfreiheit, indem der Staat anstatt bisher als atheistisch nun als säkular definiert wurde, und die Garantien für die mit ausländischen Investoren abgeschlossenen Gemeinschaftsunternehmen, die nach dem bisherigen Wirtschaftsmodell ausgeschlossen waren.
Im Jahr 2002 wurde der Sozialismus als „unwiderruflich“ in der Verfassung verankert. Mehr als 8,1 der 8,2 Millionen kubanischen Wahlberechtigten sprachen sich in einer Volksabstimmung für die Verfassungsänderung aus (98,9 %).